# Тан Мо Хенг
Тан (Бинг) Мо Хенг (нидерл. Tan "Bing" Mo Heng; 28 февраля 1913, Голландская Ост-Индия — ?) — индонезийский футболист, вратарь.

## Биография
С середины 1930-х годов играл за футбольный клуб НКТНХ из Маланга, а также защищал ворота сборной этого города. Он пять раз выигрывал с командой чемпионат Маланга. 
В конце мая 1938 года Мо Хенг был вызван в сборную Голландской Ост-Индии и отправился с командой в Нидерланды. Он был одним из семнадцати футболистов, которых главный тренер сборной Йоханнес Христоффел ван Мастенбрук выбрал для подготовки к чемпионату мира во Франции. 
В начале июня сборная отправилась на мундиаль, который стал для Голландской Ост-Индии и Индонезии первым в истории. На турнире команда сыграла одну игру в рамках 1/8 финала, в котором она уступила будущему финалисту турнира Венгрии (6:0). Мо Хенг принял участие в этом матче. Перед началом игры, во время построения и приветствия команд, голкипер в руках держал игрушку неваляшку. Его младший брат Тан Хонг Дьен (1916), также выступал на чемпионате мира на позиции нападающего.
После возвращения в Нидерланды, сборная провела товарищеский матч со сборной Нидерландов на Олимпийском стадионе в Амстердаме. Встреча завершилась победой нидерландцев со счётом 9:2.
После Второй мировой войны голкипер стал играть за клуб «Тионг Хоа» из Сурабаи. Он стал единственным игроком Голландской Ост-Индии, сыгравшим в 1951 году за сборную Индонезии в неофициальном матче против китайско-малайзийской сборной из Сингапура.
В апреле 1951 года он покинул клуб «Тионг Хоа» и отправился в Джакарту. Затем выступал за «Чунг Хуа».